# St. Marien (Mattstedt)

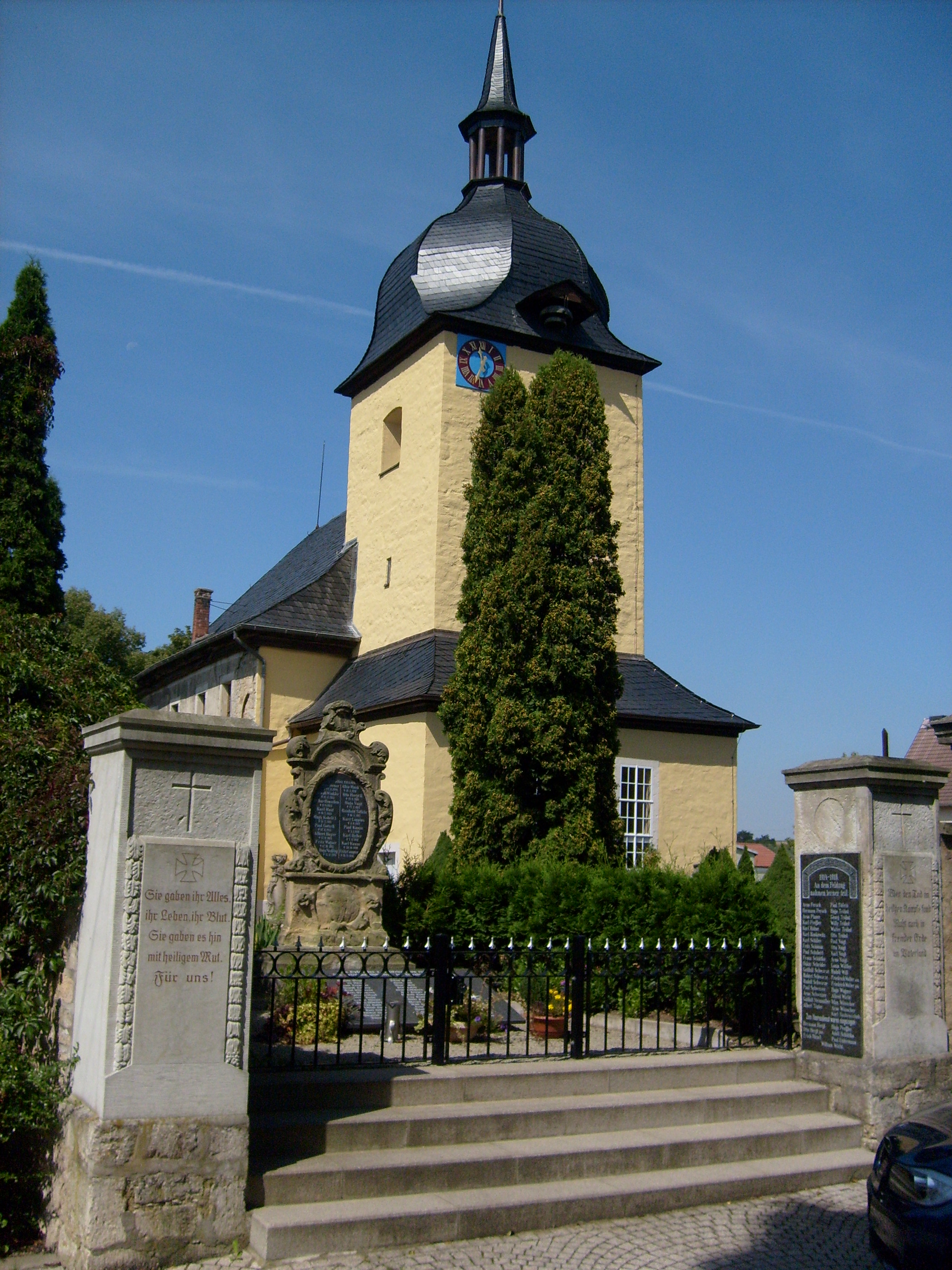
St. Marien (2007)

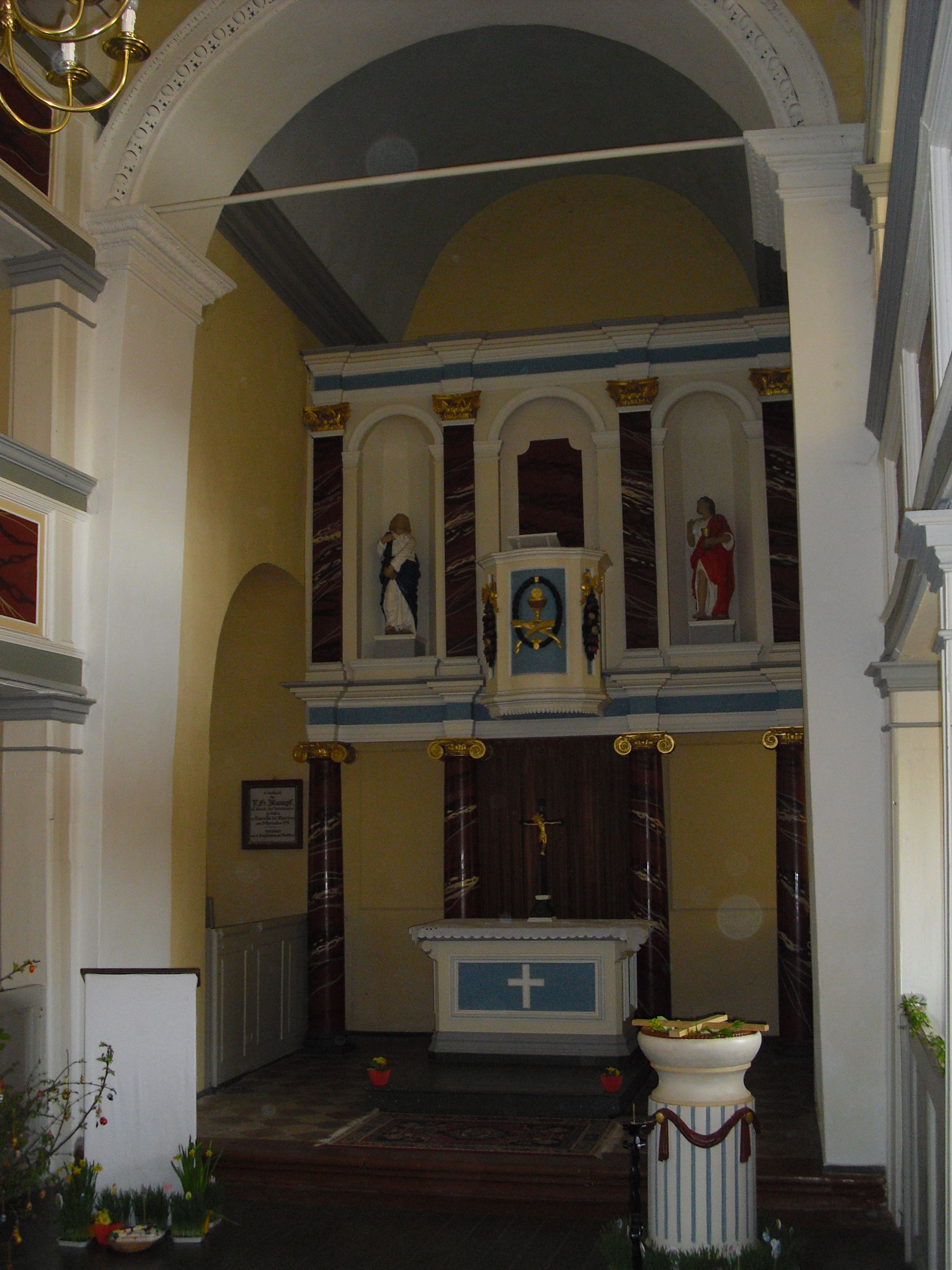
Altarraum

Die evangelische Dorfkirche St. Marien steht in der Gemeinde Mattstedt im Landkreis Weimarer Land in Thüringen.

## Geschichte
Der Bau der alten Mattstedter Kirche begann um das Jahr 1000, beeinflusst durch das Benediktinerkloster St. Gotthard Heusdorf. Im Dreißigjährigen Krieg wurde die Kirche von durchziehenden Schweden geplündert und als Quartier genutzt. Infolgedessen wurde das Langhaus baufällig und musste 1654 abgerissen werden. Man sammelte mit einer am 8. Februar 1707 erteilten Genehmigung des Herzogs Wilhelm Ernst überall in Deutschland erfolgreich Geld (600 Taler) für die 1707 erfolgte Erneuerung des Langhauses in der heutigen Form.
Der Kanzelbau hinter dem Altar wurde Anfang des 18. Jahrhunderts errichtet und 1865 restauriert. Eine Neuausmalung des Langschiffs erfolgte 1941. Bei der Restaurierung 1985 war Horst Jährling der Berater. Die vorherige Ausmalung, bis auf die Signatur im Portal und zwei nicht wieder hergestellte Kassettenfelder, wurde vollständig übermalt.
Der Glockenturm wurde 2006 restauriert. In ihm befinden sich drei Glocken, darunter eine 2007 neu gegossene „Marienglocke“. Die Orgel wurde um 1800 eingebaut. Das Langschiff und der Anbau wurden 2016 restauriert und im Oktober gleichen Jahres neu geweiht. Bei der Erneuerung des Weges zur Kirche wurden Überreste eines ehemaligen Notkellers oder -ganges sowie Reste der Apsiden im Boden festgestellt. Auf einer Flurkarten des Jahres 1857 war eine dieser noch im Ortsbild verzeichnet.
2020 wurde, nach dessen Restaurierung, ein ursprünglich 1826 gestiftetes Gemälde des ehemaligen Pfarrers (von 1821 bis 1855) Johann Friedrich Gottlieb Köhler wieder in der Kirche aufgehängt. Köhler war auch zu seiner Zeit als Autor eines Buches über die Mattstedter Mundart bekannt.
Im April 2022 gelangte ein Gemälde Martin Luthers nach dessen aufwendiger Restaurierung zurück in das Kirchenschiff. Das Bildnis war ursprünglich zum 300-jährigen Reformationsjubiläum zusammen mit einem weiteren Gemälde Melanchthons angeschafft worden. Alle Bilder waren aber bis 2013 verschollen und sind erst bei der Beräumung des Archivs im örtlichen Gemeindehaus wieder aufgetaucht.